# 761 (numero)
Settecentosessantuno (761) è il numero naturale dopo il 760 e prima del 762.

## Proprietà matematiche
- È un numero dispari.
- È un numero difettivo.
- È un numero primo.
  - È un numero primo di Sophie Germain dato che 761·2 +1 = 1523 è anch'esso un numero primo.
  - È un numero primo di Eisenstein.
- È un numero quadrato centrato.
- È un numero palindromo nel sistema di numerazione posizionale a base 12 (535) e in quello a base 20 (1I1).
- È un numero omirp.
- È un numero felice.
- È un numero intero privo di quadrati.
- È parte delle terne pitagoriche (39, 760, 761), (761, 289559, 289560).
- È un numero odioso.
- È un numero congruente.

## Astronomia
- 761 Brendelia è un asteroide della fascia principale.
- NGC 761 è una galassia spirale del costellazione del Triangolo.

## Astronautica
- Cosmos 761 è un satellite artificiale russo.